# 基幹技能者
基幹技能者（きかんぎのうしゃ）は日本の建設業において現場の技術者と技能者の中間に位置する者の能力を認定する民間資格認定制度で認定された者。
国土交通省の提唱により、建設現場での生産性の向上などを目指して各職種の業界団体などで認定を行っている。2007年（平成19年）3月31日現在19職種26団体で、22,754名が基幹技能者として認定されている。

## 資格名称
認定団体と業種により次の基幹技能者が認定されている。
- 電気工事基幹技能者
- 橋梁基幹技能者
- 造園基幹技能者
- コンクリート圧送基幹技能者
- 防水基幹技能者
- トンネル基幹技能者
- 建設塗装基幹技能者
- 左官基幹技能者
- 機械土工基幹技能者
- 海上起重基幹技能者
- PC基幹技能者
- 鉄筋基幹技能者
- 圧接基幹技能者
- 型枠基幹技能者
- 配管基幹技能者
- 鳶・土工基幹技能者
- 切断穿孔基幹技能者
- 内装仕上工事基幹技能者
- サッシ・カーテンウォール基幹技能者
- エクステリア基幹技能者
- 建築板金基幹技能者
- 外壁仕上基幹技能者
- ダクト基幹技能者
- 保温保冷基幹技能者
- グラウト基幹技能者
- 冷凍空調基幹技能者
- 運動施設基幹技能者
- 基礎工基幹技能者
- タイル張り基幹技能者
- 標識・路面標示基幹技能者
- 消火設備基幹技能者
- 建築大工基幹技能者
- 硝子工事基幹技能者
- ALC基幹技能者
- 土工基幹技能者
- ウレタン断熱基幹技能者
- 発破・破砕基幹技能者
- 建築測量基幹技能者
- 解体基幹技能者
- 圧入工基幹技能者
- 送電線工事基幹技能者
- さく井基幹技能者
- あと施工アンカー基幹技能者
- 計装基幹技能者

## 位置づけ
実務経験10年以上の技能士や職長であることを要件とする場合が多く、これらの有資格者に講習を行い資格を付与している。全国的な分布の面でも各業種にわたって有資格者が少ないことから現場への常駐義務や、必ず有資格者を配置しなければならないというところには至っていない。
施工管理技士や主任技術者が、技術面での仕事に専念できるように現場作業員との連絡調整の能力を基幹技能者に任せることが出来れば全体での生産性が向上すると考えられている。
上級の職長としての側面が多く、本来は技術者がとるべき資格ではないが、現実には一人の人間が技術者と技能者を兼任している場合もあるので、そのような者の技量向上に寄与するものである。

## 登録基幹技能者
平成20年1月31日の建設業法施行規則の改定により、登録基幹技能者講習という制度が誕生した。平成20年4月1日以降に、登録基幹技能者講習実施機関として国土交通省に登録した機関が実施する基幹技能者講習を受講した者は、登録基幹技能者講習修了者となり経営事項審査における技術者として加点対象となる。
経営事項審査の技術者点数は技能士、2級技術者より上の3点が与えられる。また、証明資料とするため講習修了証の様式も定められた。（建設業法施行規則様式第30号）
登録以前の基幹技能者講習受講者については、実務経験を経て、特例講習を受講すれば登録基幹技能者となれる場合がある。
登録基幹技能者の種類と人数（2021年3月31日現在、特例移行も含む）
| No | 登録基幹技能者の種類                   | 人数  |
| -- | -------------------------------------- | ----- |
| 1  | 登録電気工事基幹技能者                 | 8,597 |
| 2  | 登録橋梁基幹技能者                     | 833   |
| 3  | 登録造園基幹技能者                     | 2,691 |
| 4  | 登録コンクリート圧送基幹技能者         | 870   |
| 5  | 登録防水基幹技能者                     | 1,798 |
| 6  | 登録トンネル基幹技能者                 | 560   |
| 7  | 登録建設塗装基幹技能者                 | 3,036 |
| 8  | 登録左官基幹技能者                     | 926   |
| 9  | 登録機械土工基幹技能者                 | 9,774 |
| 10 | 登録海上起重機基幹技能者               | 1,331 |
| 11 | 登録PC基幹技能者                       | 1,012 |
| 12 | 登録鉄筋基幹技能者                     | 4,338 |
| 13 | 登録圧接基幹技能者                     | 518   |
| 14 | 登録型枠基幹技能者                     | 5,774 |
| 15 | 登録配管基幹技能者                     | 3,956 |
| 16 | 登録鳶・土工基幹技能者                 | 7,758 |
| 17 | 登録切断穿孔基幹技能者                 | 421   |
| 18 | 登録内装仕上工事基幹技能者             | 4,539 |
| 19 | 登録サッシ・カーテンウォール基幹技能者 | 1,098 |
| 20 | 登録エクステリア基幹技能者             | 222   |
| 21 | 登録建築板金基幹技能者                 | 2,981 |
| 22 | 登録外壁仕上基幹技能者                 | 197   |
| 23 | 登録ダクト基幹技能者                   | 1,624 |
| 24 | 登録保温保冷基幹技能者                 | 1,101 |
| 25 | 登録グラウト基幹技能者                 | 841   |
| 26 | 登録冷凍空調基幹技能者                 | 1,213 |
| 27 | 登録運動施設基幹技能者                 | 211   |
| 28 | 登録基礎工基幹技能者                   | 1,438 |
| 29 | 登録タイル張り基幹技能者               | 327   |
| 30 | 登録標識・路面標示基幹技能者           | 1,668 |
| 31 | 登録消火設備基幹技能者                 | 391   |
| 32 | 登録建築大工基幹技能者                 | 892   |
| 33 | 登録硝子工事基幹技能者                 | 397   |
| 34 | 登録ALC基幹技能者                      | 749   |
| 35 | 登録土工基幹技能者                     | 513   |
| 36 | 登録ウレタン断熱基幹技能者             | 0     |
| 37 | 登録発破・破砕基幹技能者               | 0     |

合計74,595名